# Otites immaculata
Otites immaculata är en tvåvingeart som först beskrevs av Camillo Rondani 1869.  Otites immaculata ingår i släktet Otites och familjen fläckflugor.
Artens utbredningsområde är Italien. Inga underarter finns listade i Catalogue of Life.